# Alain Teister
Alain Teister, pseudoniem van Jacob Martinus Boersma (Amsterdam, 12 januari 1932 - aldaar, 6 februari 1979) was een Nederlands schrijver, dichter en schilder.
Teister debuteerde in 1964 met de poëziebundel De huisgod spreekt. Daarna volgden nog diverse romans en poëziebundels.
Zijn 'Zevenluik met bed en bezoekers', een installatie met bed, paspoppen, stoel, hout en verf' (1973-1974) werd aangekocht door het Centraal Museum Utrecht en de Rijksdienst voor Beeldende Kunsten. Hij was voorts de drijvende kracht achter de oprichting in 1975 van Theater de Engelenbak, een professioneel theater uitsluitend gericht op amateurvoorstellingen.
Hij overleed op 47-jarige leeftijd.

## Trivia
Andere pseudoniemen van Jacob Martinus Boersma zijn:
Louis Dusac
- Liefde onder de bruggen (Les clochards), nr.1 in reeks ‘Het gouden boek’ bij uitgeverij Orion, 196X.
- Het masker der zonde (R.A.S. serie), bij uitgeverij Orion, 196X.
- De veelkleurige harem. Realistisch roman. (R.A.S. serie). Amsterdam, Uitgeverij Orion, 196X

Ton van Bremen
- Verdorven dromen. Een realistische roman. (R.A.S. serie). Amsterdam, Hildebrand, 1962